# Symfonie nr. 14 (Weinberg)
Mieczysław Weinberg voltooide zijn Symfonie nr. 14 in 1977.
Deze instrumentale en (voor toen) redelijk modern klinkende symfonie moest drie jaar wachten op haar eerste uitvoering. Deze werd geleid door Vladimir Fedosyev op 8 oktober 1980 tijdens een muziekfestival in Moskou. De symfonie is in principe eendelig, doch de tempo-aanduidingen geven een structuur weer van de klassieke vierdelige opzet:
- Largo
- Allegro
- Adagio
- Moderato

Weinberg wisselt in deze symfonie massieve orkestpartijen/passages af met passages, die het best omschreven kunnen worden als kamermuziek. De symfonie vraagt echter wel om een groot symfonieorkest. Zo zijn de hoorns met zes man/vrouw vertegenwoordigd, terwijl in sectie 3 een solohoornist te horen is.
Nr. 1 · Nr. 2 · Nr. 3 · Nr. 4 · Nr. 5 · Nr. 6 · Nr. 7 · Nr. 8 · Nr. 9 · Nr. 10 · Nr. 11 · Nr. 12 · Nr. 13 · Nr. 14 · Nr. 15 · Nr. 16 · Nr. 17 · Nr. 18 · Nr. 19 · Nr. 20 · Nr. 21 · Nr. 22